# لارنس دارل
لارنس جرج دارل (Lawrence George Durrell; ‎/ˈdʊərəl, ˈdʌr-/‎؛ ۲۷ فوریه ۱۹۱۲–۷ نوامبر ۱۹۹۰) رمان‌نویس، شاعر، درام‌نویس و نویسنده سفرنامه تبعیدی اهل بریتانیا بود. 
وی برادر بزرگتر نویسنده طبیعت‌گرا، جرالد دارل بود.
وی همچنین برندهٔ جوایزی همچون جایزه یادبود جیمز تیت بلاک شده‌است.

## چهارگانۀ اسکندریه
مهم‌ترین اثر او چهارگانه‌ی اسکندریه  The Alexandria Quartet است که از چهار رمان به‌هم پیوسته به نام‌های ژوستین(۱۹۵۷)، بالتازار (۱۹۵۸)، مونت‌آلیو (۱۹۵۸) و کلیا (۱۹۶۰) تشکیل شده است. نویسنده دربارۀ ارتباط این چهار اثر گفته است: رابطۀ سه رمان اول که خواهر و برادر هم‌اند و نه دنبالۀ هم، افزاینده است و فقط مقصود از رمان آخر این است که دنباله‌ای راستین باشد و از بند رمان رها شود.
چهارگانۀ اسکندریه را در زمره‌ی طلایه‌داران ادبیات مدرن دانسته‌اند و به باور بسیاری از منتقدان، اسکندریه‌‌ای که لارنس دارل در این چهار رمان به تصویر کشیده، شهری است به عظمت لندنِ چارلز دیکنز، پاریسِ اونوره دو بالزاک و دوبلینِ جیمز جویس.
خاطره کردکریمی چهارگانه‌ی اسکندریه را به فارسی ترجمه کرده و نشر برج آن را در سال ۱۴۰۳ منتشر کرده است. 